# Весёлые истории (фильм, 1962)
«Весёлые истории» — советский детский фильм режиссёра Вениамина Дормана по сценарию Виктора Драгунского на основе его рассказов о Денисе Кораблёве.
Продолжением этого фильма является фильм «Девочка на шаре».

## Сюжет
Герои фильма — фантазёр и поэт Дениска Кораблёв, озорной Мишка, мечтательная Леночка и чрезмерно любопытная Алёнка — живут в обыкновенном московском дворе. Они, как и все дети, любят цирк и зоопарк, но не любят манную кашу и управдома, который вечно следит за ними и мешает исполнять во дворе всевозможные цирковые номера. Часть фильма снимали в Крыму, в Судаке и в Новом Свете.

## В ролях
- Михаил Кисляров — Дениска Кораблёв
- Александр Кекиш — Мишка Слонов
- Надежда Фаминцына — Алёнка
- Елена Дружинина — Леночка
- Тамара Логинова — Антонина Васильевна Кораблёва, мама Дениски
- Вадим Захарченко — милиционер
- Георгий Тусузов — пострадавший от манной каши
- Николай Гринько — дядя Боря
- Юрий Медведев — Аким Иванович, управдом
- Ирина Мурзаева — тётка на матрасе
- Сергей Мартинсон — хозяин собаки Люськи
- Эмилия Трейвас — хозяйка пса Бобки
- Олег Анофриев — Федька
- Анатолий Кубацкий — керосинщик
- Павел Волков - почтальон
- Гарри Дунц - папа Мишки
- Маргарита Жарова - маляр
- Муза Крепкогорская - жена управдома
- Евгений Кудряшёв - дядя Гриша, слесарь
- Вера Петрова - тётя Таня
- Лидия Расстригина - маляр
- Руфина Яковлева - маляр

## Съёмочная группа
- Автор сценария — Виктор Драгунский
- Режиссёр-постановщик — Вениамин Дорман
- Главный оператор — Константин Арутюнов
- Художник — Марк Горелик
- Композитор — Александр Флярковский